# Anele Ngcongca
Calvin Anele Ngcongca (* 21. Oktober 1987 in Kapstadt; † 23. November 2020) war ein südafrikanischer Fußballspieler. Als Defensiv-Allrounder war er nahezu auf allen Positionen in der Viererkette sowie dem defensiven Mittelfeld einsetzbar.

## Karriere

### Verein
Über seine Jugendvereine Aces United und FC Fortune kam er 2005 zu Western Province United, wo er zum unumstrittenen Stammspieler avancierte. Der 1,80 Meter große Rechtsfuß konnte als torgefährlicher Abwehrspieler (zehn Treffer in 86 Partien) überzeugen und wechselte 2007 ablösefrei zum KRC Genk, wo er ebenfalls Stammspieler war und drei nationale Titel gewann. In der Saison 2015/16 wurde er an den französischen Zweitligisten ES Troyes AC verliehen und danach fest an die Mamelodi Sundowns abgegeben. Mit letzteren wurde er zweimal südafrikanischer Landesmeister.

### Nationalmannschaft
2009 gab er sein Debüt für Südafrika und wurde auch für die Fußball-Weltmeisterschaft 2010 nominiert. Bis 2016 absolvierte er insgesamt 53 Länderspiele; ein Treffer gelang ihm dabei nicht.

## Tod
Am 23. November 2020 verunglückte Ngcongca bei einem Autounfall auf der Nationalstraße N2 in der Provinz KwaZulu-Natal tödlich.

## Erfolge
- Belgischer Pokalsieger: 2009, 2013
- Belgischer Meister: 2011
- Afrikanischer Superpokalsieger: 2017
- Südafrikanischer Meister: 2018, 2019